# Iodtrimethylsilan
Iodtrimethylsilan ist eine chemische Verbindung. Sie besteht aus einem zentralen Siliciumatom, das nahezu tetraedrisch von drei Methylresten und einem Iodsubstituenten umgeben ist.

## Herstellung
Iodtrimethylsilan kann in einer Finkelstein-ähnlichen Reaktion durch die Umsetzung von Chlortrimethylsilan mit Natriumiodid oder Magnesiumiodid erhalten werden.
{\displaystyle \mathrm {(CH_{3})_{3}Si{-}Cl\ +\ NaI\longrightarrow \ (CH_{3})_{3}Si{-}I\ +\ NaCl} }
Eine weitere Möglichkeit besteht in der Spaltung von Hexamethyldisilan oder Hexamethyldisiloxan durch Iod.
{\displaystyle \mathrm {(CH_{3})_{3}{-}Si{-}Si{-}(CH_{3})_{3}\ +\ I_{2}\longrightarrow \ 2(CH_{3})_{3}Si{-}I} }

## Eigenschaften
Iodtrimethylsilan ist eine orangefarbene bis bräunliche Flüssigkeit, die bei 107 °C siedet.

## Verwendung
Iodtrimethylsilan kann zur Synthese von Eschenmosersalz genutzt werden.
Hierzu wird es mit Tetra-N-methylmethandiamin zur Reaktion gebracht.
Durch seine Lewis-sauren Eigenschaften kann es auch zur Öffnung von sauerstoffhaltigen Heterocyclen genutzt werden. Ein Beispiel hierfür ist die Öffnung von Epoxiden.